# Svinka
Svinka (Armadillidium) je rod suchozemských korýšů z čeledi svinkovitých, řádu stejnonožců. Mezi nejznámější druh tohoto rodu patří svinka obecná (Armadillidium vulgare). Svinky mají 7 párů nožek a dvě článkovitá tykadla. Živí se rozkládajícími se zbytky rostlin a živočichů. Svinky jsou světloplaché. Žijí na temných vlhkých místech (pod kameny, padlými kmeny,...), kde tvoří skupinky až 20 jedinců různého stáří. Vyskytují se především v Evropě a Severní Americe, ale některé druhy i na jiných místech světa. Mnoho druhů svinek žije ve Středomoří. Dorůstají velikosti nejčastěji mezi 1 a 2 cm. Vyznačují se zploštělým tělem, tvořeným destičkami a přisedlýma očima. V případě nebezpečí se svinou do kuličky, podobně jako to dělá pásovec. Jsou podobné stínkám, s nimiž mnohdy i sdílejí životní prostor.

## Druhy
A. aelleni –
A. alassiense –
A. albanicum –
A. albifrons –
A. albigauni –
A. album –
A. ameglioi –
A. amicorum –
A. anconanum –
A. apenninigenum –
A. apenninorum –
A. apfelbecki –
A. apuanum –
A. arcadicum –
A. arcangelii –
A. argentarium –
A. argolicum –
A. armeniensis –
A. artense –
A. assimile –
A. atticum –
A. azerbaidzhanum –
A. badium –
A. baldense –
A. banaci –
A. banaticum –
A. beieri –
A. bicurvatum –
A. bifidum –
A. bimarginatum –
A. bosniensis –
A. brambillae –
A. brentanum –
A. brevicaudatum –
A. brunneum –
A. canaliferum –
A. carniolense –
A. carynthiacum –
A. cavannai –
A. cavernarum –
A. cephalonicum –
A. cetinjense –
A. chazaliei –
A. clausii –
A. clavigerum –
A. coelatum –
A. corcyraeum –
A. cythereium –
A. dalmaticum –
A. decipiens –
A. decorum –
A. delattini –
A. depressum –
A. djebalensis –
A. dollfusi –
A. ehrenbergii –
A. emmae –
A. ephesiacum –
A. epirense –
A. espanyoli –
A. esterelanum –
A. etruriae –
A. euxinum –
A. fallax –
A. ficalbii –
A. flavoscutatum –
A. fossuligerum –
A. frontemarginatum –
A. frontetriangulum –
A. frontirostre –
A. frontisignum –
A. furcatum –
A. gallicum –
A. garumnicum –
A. germanicum –
A. gerstaeckeri –
A. gestroi –
A. globosum –
A. graecorum –
A. granulatum –
A. granum –
A. hauseni –
A. hemprichii –
A. herzegowinense –
A. hessei –
A. hirtum –
A. holzi –
A. humectum –
A. humile –
A. hungaricum –
A. hybridum –
A. hydrense –
A. inflatum –
A. insulanum –
A. irmengardis –
A. janinensis –
A. jonicum –
A. justi –
A. kalamatense –
A. kalamium –
A. klaptoczi –
A. klugii –
A. kossuthi –
A. laconicum –
A. lagrecai –
A. laminigerum –
A. lanzai –
A. lemnium –
A. littorale –
A. lobocurvum –
A. luridum –
A. lusitanicum –
A. maccagnoi –
A. maculatum –
A. mareoticum –
A. marinense –
A. marinensium –
A. marmoratum –
A. marmorivagum –
A. mateui –
A. messenicum –
A. mohamedanicum –
A. mycenaeum –
A. narentanum –
A. nasatum –
A. naxium –
A. nigrum –
A. nitidulus –
A. obenbergi –
A. odysseum –
A. oglasae –
A. olympiacum –
A. omblae –
A. opacum –
A. ormeanum –
A. paeninsulae –
A. pallasii –
A. pallidum –
A. panningi –
A. pardoi –
A. pardoni –
A. parvum –
A. pelagicum –
A. pelionense –
A. pellegrinense –
A. peloponnesiacum –
A. peraccae –
A. pictum –
A. pilosellum –
A. portofinense –
A. pretusi –
A. pseudassimile –
A. pseudovulgare –
A. pujetanum –
A. pulchellum –
A. quadrifrons –
A. quinquepustulatum –
A. rhodopinum –
A. riparium –
A. rosai –
A. ruffoi –
A. samium –
A. samothracium –
A. sanctum –
A. savonense –
A. saxivagum –
A. scaberrimum –
A. scabrum –
A. schoeblii –
A. schulzi –
A. serrai –
A. serratum –
A. siculorum –
A. silvestrii –
A. simile –
A. simoni –
A. sordidum –
A. speyeri –
A. spinosum –
A. steindachneri –
A. stolikanum –
A. storkani –
A. strinatii –
A. stygium –
A. subdentatum –
A. sulcatum –
A. tabacarui –
A. teramense –
A. thessalorum –
A. tigris –
A. tirolense –
A. torchiai –
A. traiana –
A. tripolitzense –
A. tunetanum –
A. tyrrhenum –
A. vallombrosae –
A. valonae –
A. variegatum –
A. veluchieuse –
A. verhoeffi –
A. versicolor –
A. versluysi –
A. voidiensis –
A. vulgare –
A. werneri –
A. willii –
A. xerovunense –
A. zangherii –
A. zenckeri –
A. zuellichi